# Scott Travis
Scott Travis (ur. 6 września 1961 w Norfolk) – amerykański perkusista. Członek brytyjskiego zespołu Judas Priest, irlandzkiego zespołu Thin Lizzy i amerykańskiego zespołu Racer X. W latach 1993–1995 występował w formacji Fight.
Muzyk jest endorserem instrumentów firm DW Drums, Paiste i Vater.

## Życiorys
Urodzony w Norfolk, Wirginii, Scott był słynnym perkusistą na lokalnej scenie muzycznej w regionie znanym jako Hampton Roads we wczesnych latach osiemdziesiątych XX wieku. Grał z zespołami w klubach na wskroś Norfolk, Virginia Beach, Hampton i Newport News. Travis przeprowadził się do  Kalifornii na początku/w połowie lat osiemdziesiątych i grał w rozmaitych lokalnych zespołach, takich jak Hawk. Następnie przeniósł się do Racer X, wraz z Paulem Gilbertem. Bardzo krótko grał w Saints Or Sinners, które potem zmieniło swoją nazwę na The Scream. Grali w nim również koledzy z zespołu Travisa, Bruce Bouillet i John Alderete. Jego wielka kariera zaczęła rozwijać się późno, dziesięć lat po długoletnim graniu w zespole perkusista Judas Priest, Dave Holland opuścił zespół z osobistych powodów.
Travis zawsze chciał grać w Judas Priest.  Jako młody nastolatek często myślał o rozłożeniu swojego zestawu perkusyjnego na parkingu w Hampton Coliseum, w nadziei, że zespół zauważy go przechodząc obok autobusu. Ostatecznie pewnego razu zdecydował poczekać na końcu areny, aby przekazać zespołowi taśmę z nagraniem swojej gry. W tamtym czasie Holland wciąż jeszcze był perkusistą zespołu, więc i tak nigdy nic nie wywiązało się z tego spotkania. Kiedy Holland opuścił Judas Priest w 1989 usłyszał o tym Jeff Martin, ponieważ przyjaźnił się z Robem Halfordem. Pewnego dnia zadzwonił do Travisa i powiedział: "Zgadnij, kto potrzebuje perkusisty?". 
Travis pojawił się na przesłuchaniu i w 1989 zdobył tę posadę. Tak więc stał się pierwszym nie pochodzącym z Wielkiej Brytanii muzykiem grającym w zespole. Travis wciąż spełnia obowiązki perkusisty dla jego wcześniejszego zespołu - Racer X.

## Dyskografia
| Racer X - Second Heat (1987) - Extreme Volume Live (1988) - Extreme Volume II Live (1992) - Technical Difficulties (1999) - Superheroes (2000) - Getting Heavier (2002) |  | Judas Priest - Painkiller (1990) - Jugulator (1997) - Demolition (2001) - Angel of Retribution (2005) - Rising in the East (2005) - Nostradamus (2008) - Redeemer of Souls (2014) |

## Filmografia
- "Dream Deceivers: The Story Behind James Vance vs. Judas Priest" (jako on sam, 1992, film dokumentalny, reżyseria: David Van Taylor)[8]